# Інститут історії, мови і літератури Уфимського наукового центру Російської академії наук
Інститут історії, мови і літератури Уфи́мського наукового центру Російської академії наук (ІІЯЛ УНЦ РАН) (рос. Институт истории, языка и литературы Уфимского научного центра Российской академии наук (ИИЯЛ УНЦ РАН)) — найстаріша наукова установа Башкортостану.

## Історія
Інститут створений 1932 року як Башкирський науково-дослідницький інститут національної культури на базі соціально-культурного відділення Башкирського науково-дослідницького інституту. З 1936 року перейменований у Башкирський науково-дослідницький інститут мови і літератури, з 1940 року — Башкирський науково-дослідницький інститут мови і літератури імені М.Гафурі, з 1943 року — Башкирський науково-дослідницький інститут мови, літератури і історії імені М.Гафурі, з 1951 року — Інститут історії, мови і літератури Башкирської філії Академії наук СРСР, з 1987 року — Інститут історії, мови і літератури Башкирського наукового центру Уральського відділення Академії наук СРСР, з 1992 року має сучасну назву.
У період 1980-1994 років до складу інституту входили відділ народів Уралу з Музеєм археології і етнографії, у 1991-1993 роках — група (пізніше відділ) Башкирської енциклопедії.

## Структура
Інститут має 7 відділів:
- археологічних досліджень
- історії та історії культури Башкортостану
- новітньої історії Башкортостану
- літературознавства
- фольклористики
- етнології
- мовознавства

### Відділ етнології
Для вивчення матеріальної та духовної культури народів Башкортостану 1957 року у складі сектора історії, археології та етнографії була створена етнографічна група під керівництвом Раїля Кузеєва. 1959 року вона була перетворена у сектор археології, етнографії та мистецтва, 1963 року — сектор археології та етнографії, 1976 року — сектор археології, етнографії та народного мистецтва, на базі якого 1978 року був створений сектор етнографії. З 1995 року він був перетворений у відділ етнографії та антропології, 2006 року — відділ етнології.
Основні напрямки діяльності відділу: етногенез та етнічна історія башкирів, традиційні вірування, обряди, свята, одяг, житло, харчування, господарство у порівняльному аспекті, антропологічні дослідження, реконструкція форми голови та обличчя людини по черепу, етнічна географія, історія вітчизняної етнографії.
Співробітники відділу вели дослідження за темами «Сучасний побут колгоспного селянства» (1963—1965), «Башкирська соціалістична нація» (1966—1967), «Башкири: Історики-етнографічний атлас» (1968—1975), «Башкирський народний костюм. Традиції і сучасність» (1986—1988), «Культура і побут народів Башкортостану» (1993—1997), «Етнічна історія башкирського народу» (1999—2003), «Башкири у системі народів Євразії» (2004—2006) тощо. Результатом досліджень стали наукові праці з етнографії башкирів, білорусів, марійців, мордва, росіян, татар, українців тощо. Науковці відділу ведуть роботу по темі «Історична етнографія башкирського народу», брали участь у створенні багатотомного дослідження «Історія башкирського народу» (2009—2012). Щорічно відділ бере участь у комплексних та етнографічних експедиціях інституту по Башкортостану і сусіднім регіонам; зібрані матеріали складають основну частину етнографічної колекції Музею археології і етнографії, яка включає в себе елементи костюма, інтер'єру, прикрас, знарядь праці, предмети полювання, рибальства тощо, фотографії (понад 12 тисяч одиниць) зберігаються у фототеці відділу етнології інституту. З 1989 року при відділі діють антропологічна лабораторія, де зберігається та досліджується унікальна в Росії краніологічна колекція (основна частина зібрана Рінатом Юсуповим; всього приблизно 1,5 тисяч черепів).
За роки існування відділу були засновані наукові школи під керівництвом Раїля Кузеєва, Наїля Бікбулатова, Світлани Шитової та Ріната Юсупова.
Відділ у різні роки очолювали:
- 1959-1961 — Рінат Кузеєв
- 1961-1966 — Костянтин Сальников
- 1966-1967 — Наїль Бікбулатов
- 1967-1968 — Раїль Кузеєв
- 1968-1976 — Ніяз Мажитов
- 1976-1978 — Раїль Кузеєв
- 1978-1993 — Наїль Бікбулатов
- 1993-2011 — Рінат Юсупов
- з 2011 — Айбулат Псянчин

## Керівництво
Директором інституту у різні часи були:
- 1932 — Михайло Солянов
- 1932—1933 — Амір Чанишев
- 1933—1936 — Абдулла Амантаєв
- 1936—1937 — Афзал Тагіров
- 1937—1939 — Абубакір Усманов
- 1939—1941 — Халіль Хамматов
- 1941—1942 — Шагісултан Байков
- 1942—1943 — Афзал Кудашев
- 1943—1951 — Абубакір Усманов
- 1951—1952 — Марван Янгіров
- 1952—1954 — Шамсон Тіпеєв
- 1954—1963 — Ахнаф Харісов
- 1963—1980 — Хайдар Сайранов
- 1980—1988 — Хамза Усманов
- 1988—2002 — Зіннур Ураксін
- 2002—2005 — Ільдус Ілішев
- з 2005 — Фірдаус Хісамітдінова

## Співробітники
З інститутом пов'язана діяльність:
- Абсалямова Юлія Аліківна
- Бабенко Василь Якович
- Давлетшина Зіля Мінніярівна
- Ілімбетова Азалія Фаттахівна
- Маннапов Марсель Мурітович
- Мігранова Ельза Венерівна
- Міннібаєва Заря Ібрагімівна
- Муллагулов Мірза Гізітдінович
- Мурзабулатов Мухамет Валіахметович
- Нагаєва Лідія Ісламівна
- Нечвалода Олексій Іванович
- Сулейманова Маргарита Нугманівна
- Фатихова Фліза Фаатівна
- Хісамітдінова Фірдаус Гільмітдінівна
- Якупов Ріф Ісмагілович